# Estación de Radegast

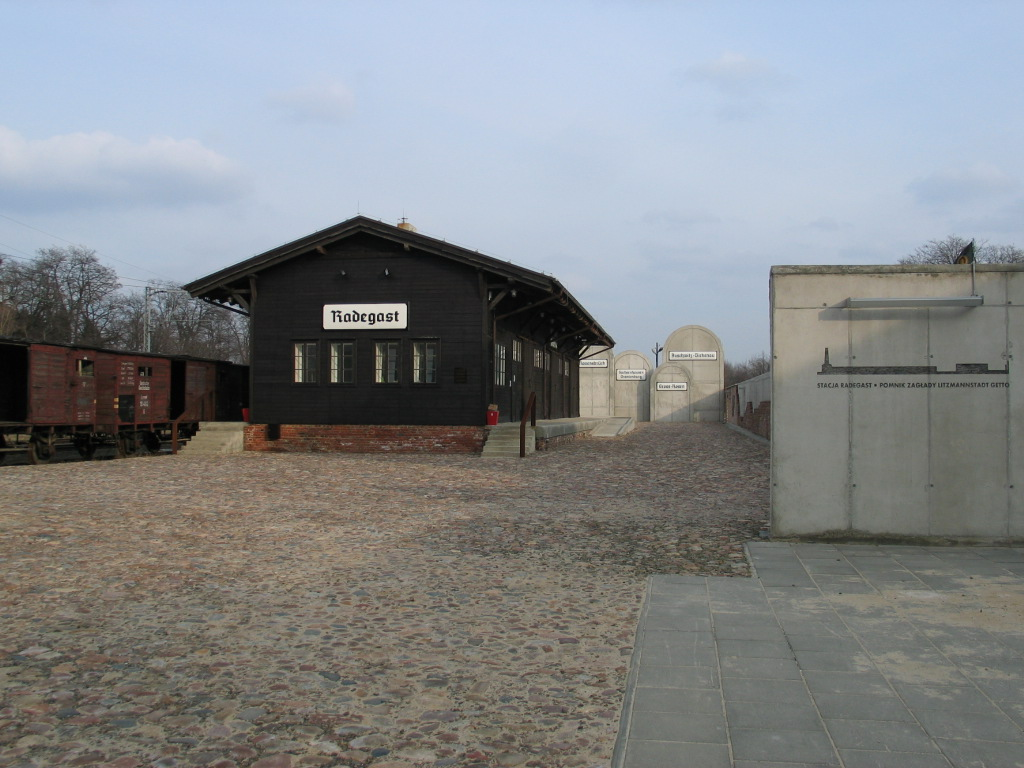
Estación de Radegast

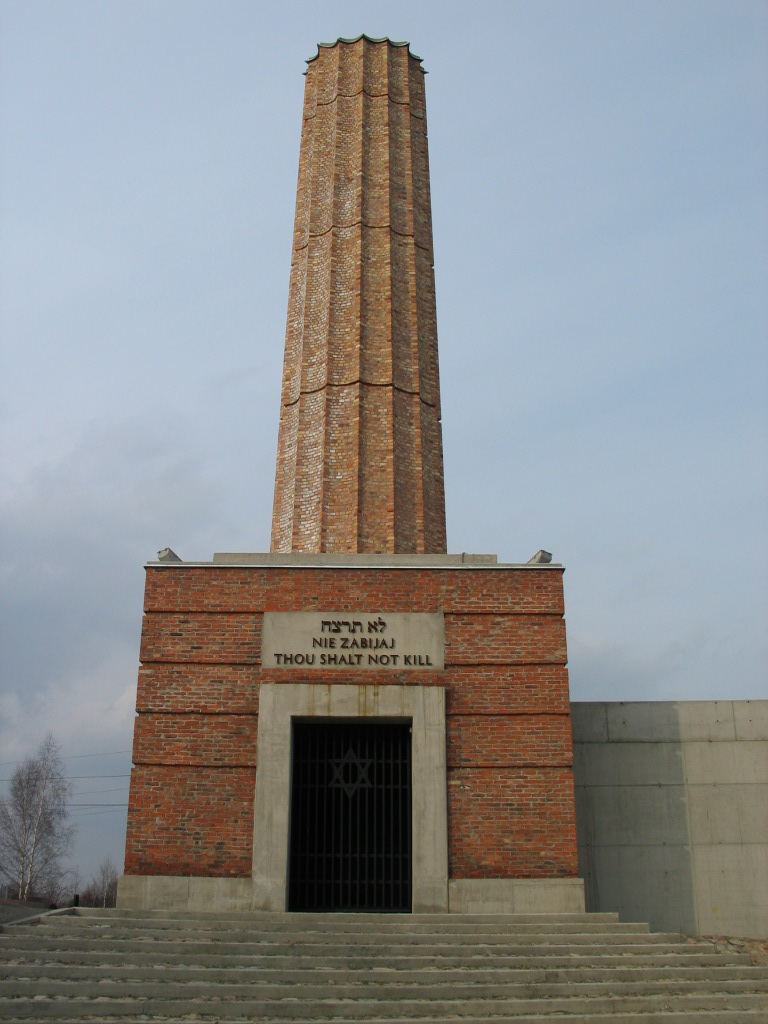
Monumento del holocausto.

La estación de Radegast fue una antigua estación ferroviaria localizada en Łódź, Polonia, que fue construida durante la Segunda Guerra Mundial. La estación está situada cerca del Gueto de Lodz, lugar desde el que miles de judíos y otras poblaciones de la ciudad eran deportados a los campos de concentración de Kulmhof y Auschwitz. Cerca de 150.000 judíos pasaron por aquella estación con destino a la muerte desde el 16 de enero de 1942 hasta el 29 de agosto de 1944. La estación tuvo el mismo significado para Łódź que el Umschlagplatz para Varsovia.
En 2004, se celebró la ceremonia del sexagésimo aniversario de la destrucción del gueto de Lodz en 1944 y la última salida del tren desde Radegast, y la estación se convirtió en un memorial del holocausto. En 2005, se inauguró un museo en la misma estación. El 28 de agosto de 2005, un monumento conmemorativo muestra a las víctimas que partieron de aquella estación.

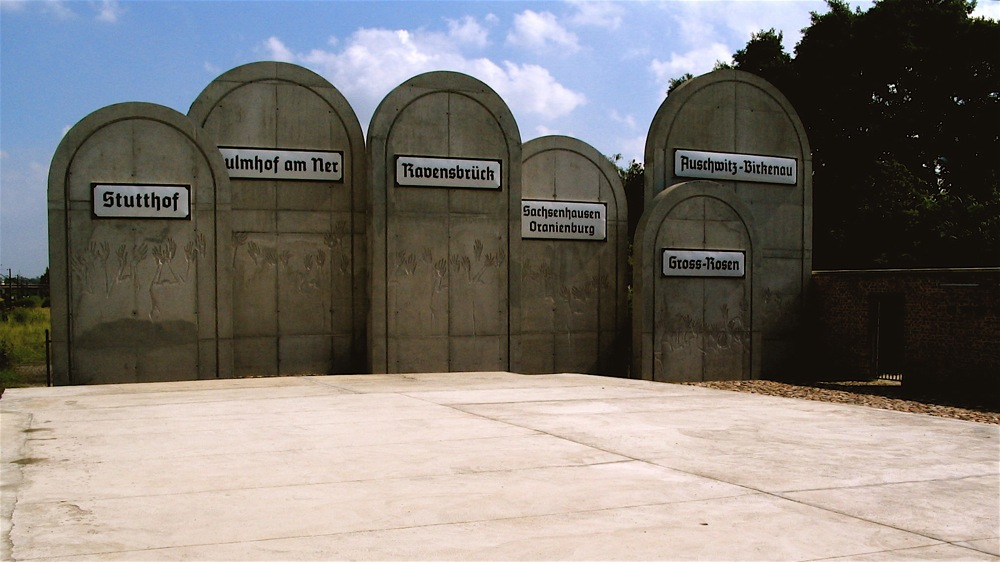
Losas en las que se pueden leer las paradas a realizar por el tren hasta su punto de destino.